# Lonchocarpus phaseolifolius
Espèce
Synonymes
- Lonchocarpus trifoliolatus Standl.[1]

Statut de conservation UICN

 LC  : Préoccupation mineure
Lonchocarpus phaseolifolius est une espèce de plantes à fleurs dicotylédones de la famille des Fabaceae, sous-famille des Faboideae. C'est un arbre originaire d'Amérique centrale dont le bois dur est parfois exploité à diverses fins. L'espèce est inscrite sur la liste rouge de l'UICN comme étant en danger critique d'extinction (CR).